# أنطوان دو سانت إكزوبيري
أنطوان دو سانت إكزوبيري (بالفرنسية: Antoine de Saint-Exupéry) طيار وكاتب فرنسي، ولد في التاسع والعشرين من حزيران عام 1900 في مدينة ليون ومات في مهمة من أجل فرنسا عام 1944. حيث لاقى حتفه في أعقاب إحدى المهمات الاستطلاعية، ولم يعثر على جثمانه إلا في سنة 1988 على الساحل الفرنسي قبالة مدينة مرسيليا. انتمى إلى الطبقة الأرستقراطية في فرنسا وعاش طفولة جميلة بالرغم من فقدانه المبكر لأبيه.
تعتبر قصته التعبيرية المشهورة « الأمير الصغير » من أشهر قصص أدب الأطفال في العالم. ومن أعماله الروائية الأخرى: « أرض الرجال » (1939) و« طيّار الحرب » (1941). حاول في رواياته أن يعثر على معاني كل سلوكيات مجتمعه وأن يحلل القيم الأخلاقية في أوساطه كمجتمع عصري ومتحول بسبب التقنية الحديثة، وكان يتذمر من اللاأخلاقيات.

## الشباب والطيران
ولد سانت إكزوبيري في ليون لعائلة أرستقراطية كاثوليكية يمكن تتبع نسبها بالعودة إلى عدة قرون إلى الوراء. كان الثالث بين خمسة أطفال لفيكونتيسة ماري دي فونسكولومب وفيكونت جان دي سانت اكسوبيري (1863-1904). تُوفي والده، وهو موظف إداري في أحد شركات سماسرة التأمين، بسبب سكتة دماغية في محطة قطار لا فوكس بمدينة ليون قبل عيد ميلاد ابنه الرابع. أثرت وفاة والده على الأسرة بأكملها، وحولت وضعهم إلى «أرستقراطيين فقراء».
كان لدى سانت إكزوبيري ثلاث شقيقات وأخ أصغر أشقر الشعر، فرانسوا، الذي توفي في سن الخامسة عشرة بسبب الحمى الروماتيزمية التي أصيب بها بينما كان يدرس كلاهما في كلية ماريان فيلا سانت جان في مدينة فريبورغ بسويسرا، خلال الحرب العالمية الأولى. كان سانت إكزوبيري حاضرًا بجانب شقيقه، كاتم أسراره المقرب، على فراش موت فرانسوا، وكتب فيما بعد أن فرانسوا «... ظل بلا حركة للحظة. لم يصرخ. سقط رويدا مثل سقوط شجرة [صغيرة]»، ستُصاغ هذه الصور المجازية لاحقًا في ذروة النهاية لفيلم لأمير الصغير. في سن السابعة عشرة، وهو الآن الرجل الوحيد في الأسرة بعد وفاة شقيقه، تُرك الكاتب الشاب مذهولًا مثل والدته وأخواته، لكنه سرعان ما ارتدى عباءة الحامي وتولى مواساتهم.
بعد الفشل مرتين في امتحاناته النهائية للسنة التحضيرية في الأكاديمية البحرية الأمريكية، التحق سانت إكزوبيري بمدرسة الفنون الجميلة كمستمع لدراسة الهندسة المعمارية لمدة 15 شهرًا، مرة أخرى دون تخرج، ثم وقع في عادة قبول الوظائف الغريبة. في عام 1921، بدأ سانت إكزوبيري خدمته العسكرية كجندي برتبة أساسية مع الفوج الثاني من سلاح الفرسان الخفيف وأُرسل إلى نيهوف، بالقرب من ستراسبورغ. أثناء وجوده هناك، أخذ دروسًا خاصة في الطيران وعُرض عليه في العام التالي التحويل من القوات البرية الفرنسية إلى القوات الجوية الفرنسية. حصل على شارة الطيار بعدما عُين طيارًا للفوج رقم 37 المقاتل في الدار البيضاء بالمغرب.
في وقت لاحق، عُين طيارًا لفوج الطيران الرابع والثلاثين في لو بورجيه على أطراف باريس، ثم شهد أول حادث تحطم لطائرته، أذعن سانت إكزوبيري إلى اعتراضات عائلة خطيبته، الروائية المستقبلية لويس ليفيكي دي فيلمورين، وترك القوات الجوية لتولي وظيفة مكتبية. في النهاية، فسخ الزوجان خطوبتهما واشتغل سانت إكزوبيري في العديد من الوظائف الغريبة دون نجاح على مدار السنوات القليلة التالية.
بحلول عام 1926، عاد سانت إكزوبيري إلى الطيران مرة أخرى. أصبح أحد رواد الطيران البريدي الدولي، في الأيام التي كان لدى الطائرات عدد قليل من الأدوات. احتج في وقت لاحق على أولئك الذين حلقوا بالطائرة الأكثر تقدمًا وأصبحوا مثل المحاسبين أكثر من الطيارين. عمل في آيروبوستال بين تولوز وداكار، ثم أصبح أيضًا مدير ترانزيت الخطوط الجوية لمطار كيب جوبي في المنطقة الإسبانية جنوب المغرب، في الصحراء الكبرى. شملت واجباته التفاوض بشأن الإفراج الآمن عن الطيارين المفقودين الذين أخذوا كرهائن من قبل قبائل الصحراء الكبرى، وهي مهمة محفوفة بالمخاطر أكسبته أول وسام وهو وسام جوقة الشرف من الحكومة الفرنسية.
في عام 1929، نُقل سانت إكزوبيري إلى الأرجنتين، حيث عُين مديرًا لشركة طيران أيروبوستا أرغنتينا. تفقد الطرق الجوية الجديدة عبر أمريكا الجنوبية وتفاوض بشأن الاتفاقيات، وحلق أحيانًا بالبريد الجوي بالإضافة إلى بعثات البحث التي تبحث عن الطيارين المفقودين. عُرضت هذه الفترة من حياته باختصار في فيلم أجنحة الشجاعة، فيلم آيماكس للمخرج الفرنسي جان جاك آناود.

## أعماله
- L'Aviateur[الفرنسية] نُشرت عام 1926.
- بريد الجنوب نُشرت عام 1929.
- Vol de nuit[الفرنسية] نُشرت في ديسمبر 1931.
- أرض البشر (Terre des hommes[الفرنسية])، نُشرت في ديسمبر 1939، ترجمها إلى العربية جوزف صايغ، الهيئة المصرية العامة للكتاب، 2012[7]
- الأمير الصغير نُشرت عام 1943.
- Pilote de guerre[الفرنسية] نُشرت عام 1944.
- Citadelle[الفرنسية] نُشرت عام 1948.
- Lettres de jeunesse[الفرنسية] (1923-1931)
- Carnets[الفرنسية] نُشرت عام 1953.
- Lettres à sa mère[الفرنسية] نُشرت عام 1955.
- Écrits de guerre[الفرنسية] (1939-1944)، نُشرت عام 1982.
- Manon, danseuse[الفرنسية] نُشرت عام 2007.
- Lettres à l'inconnue[الفرنسية]

## روابط خارجية
- أنطوان دو سانت إكزوبيري على موقع IMDb (الإنجليزية)
- أنطوان دو سانت إكزوبيري على موقع الموسوعة البريطانية (الإنجليزية)
- أنطوان دو سانت إكزوبيري على موقع مونزينجر (الألمانية)
- أنطوان دو سانت إكزوبيري على موقع ميوزك برينز (الإنجليزية)
- أنطوان دو سانت إكزوبيري على موقع قاعدة بيانات برودواي على الإنترنت (الإنجليزية)
- أنطوان دو سانت إكزوبيري على موقع إن إن دي بي (الإنجليزية)
- أنطوان دو سانت إكزوبيري على موقع ديسكوغز (الإنجليزية)
- أنطوان دو سانت إكزوبيري على موقع قاعدة بيانات الفيلم (الإنجليزية)